# Ragnar Lodbroks saga

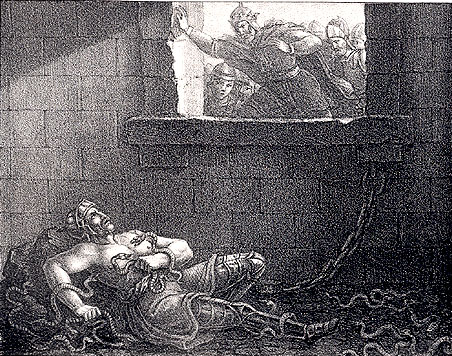
Ella mördar Ragnar Lodbrok av Hugo Hamilton.

Ragnar Lodbroks saga är en nordisk fornaldarsaga från mitten av 1200-talet.

## Handling
Ragnar Lodbrok var en stor kämpe, son till svenske kungen Sigurd Ring Randversson. I sagan började han med att på ett modigt sätt dräpa den lindorm som vaktade den fagra Tora Borgarhjort. För att kunna utföra dråpet klädde han sig i vargskinnsbyxor som han lät koka i beck, därav fick han sitt namn - lodbrok. Han gifte sig därefter med Tora, som dock dog kort därefter.
Senare seglade Ragnar till Norge, och hamnade där på gården Spangarhed. Där träffade han den sköna Aslög, som kallades Kraka, och hennes fostermor Grima. Aslög var dotter till Sigurd Fafnesbane och Brynhild, men berättade inte vem hon var. Hon följde med Ragnar, blev hans frilla och födde honom fyra söner, Ivar Benlös, Björn Järnsida, Vitsärk och Sigurd Ormiöga. Vid ett besök i Uppsala hos kung Östen, erbjöds Ragnar giftermål med Östens dotter Ingeborg. Han trolovades med henne, men när Ragnar kom hem igen visste Aslög redan om trolovningen. Hon avslöjade nu sitt namn och att hon var dotter till Sigurd Fafnesbane och Brynhild. Ragnar gifte sig med henne.
Löftesbrottet mot Ingeborg ledde till krig mellan Ragnar och kung Östen. I denna strid dog först Ragnars söner Erik och Agnar, och sedan kung Östen.
Vid ett krigståg i Northumberland blev Ragnar infångad av kung Ella och dog i dennes ormgrop. Innan dess sjöng han sin bragdsång Krákumál, där han åkallade sina söner som senare hämnades sin far.

## Manuskript
Ragnar Lodbroks saga finns i manuskriptet NKS 1824 b 4° (1824b) från cirka år 1400. Det finns bevarat på Den nye kongelige samling, Det Kongelige Bibliotek i Köpenhamn.

## Översättningar
Sagan är översatt till svenska av bland andra Agnes Ekermann.